# Teresa Ciceri Castiglioni
Teresa Ciceri Castiglioni (Angera, 15 ottobre 1750 – Como, 29 marzo 1821) è stata un'inventrice italiana.

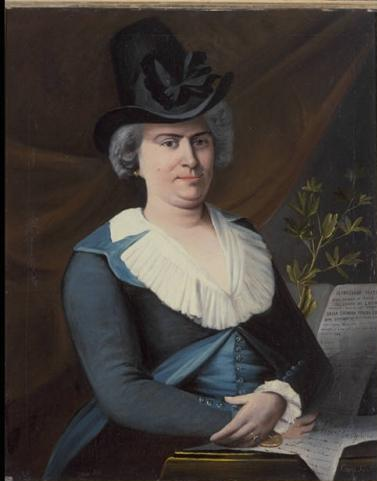
Teresa Ciceri Castiglioni - Giulietta Seveso Ciceri

È ricordata per aver inventato un sistema per creare tessuto utilizzando i lupini. Fu colei che introdusse la coltivazione della patata nel comasco.

## Biografia
Figlia del conte Giobatta Castiglioni Zaneboni, si sposò nel 1770, a vent'anni, con un nobile comasco quarantatreenne, Cesare Liberato Ciceri, appartenente ad una famiglia prestigiosa. La coppia andò ad abitare nel centro di Como, in un austero complesso di cinquantanove stanze (in corrispondenza dell'attuale numero civico 32 di via Diaz). A Camnago Volta possedevano un terreno di 438 pertiche e 21 tavole, le proprietà della Rienza e della Figarola, ebbero domestici, balie, staffieri e massari. Quello che mancava era il denaro liquido e spesso il marito ricorse ai prestiti e alla vendita di porzioni di terreno (le pertiche di Camnago si riducono a 385), per fare studiare i figli e sposare le figlie.

## Studi e scoperte
Nonostante avesse 12 figli, si specializzò nelle scienze agrarie, discipline a cui apportò diversi contributi; si interessò di arti e utili applicazioni nell'industria.
Promosse l'arte di "pettinare, filare, torcere e tessere a maglia la scorza di lupini" come scrisse Maurizio Monti nella sua Storia di Como. Teresa mise a punto un sistema per ottenere filo da tessere e fare tela dai lupini, leguminosa frequente nei terreni acidi. Alcuni frammenti da lei stessa prodotti si conservano ancora nel Museo di Como. Per questa sua scoperta, ma soprattutto per aver introdotto nel comasco la coltivazione della patata, la Società Patriottica di Milano il 1º febbraio del 1786 la nomina "Sozia Corrispondente Nazionale per le cognizioni e lo zelo rispettivamente agli oggetti dell'agricoltura e delle arti".
L'esperimento, insieme a Volta, della coltivazione delle patate (pomi di terra), trovò un seguace in don Mario Monti, parroco di Brunate, che nel 1832 scrisse che le qualità di patate coltivate intorno al borgo erano dieci e che il dovere di fare questi esperimenti era dei ricchi proprietari di terreni.

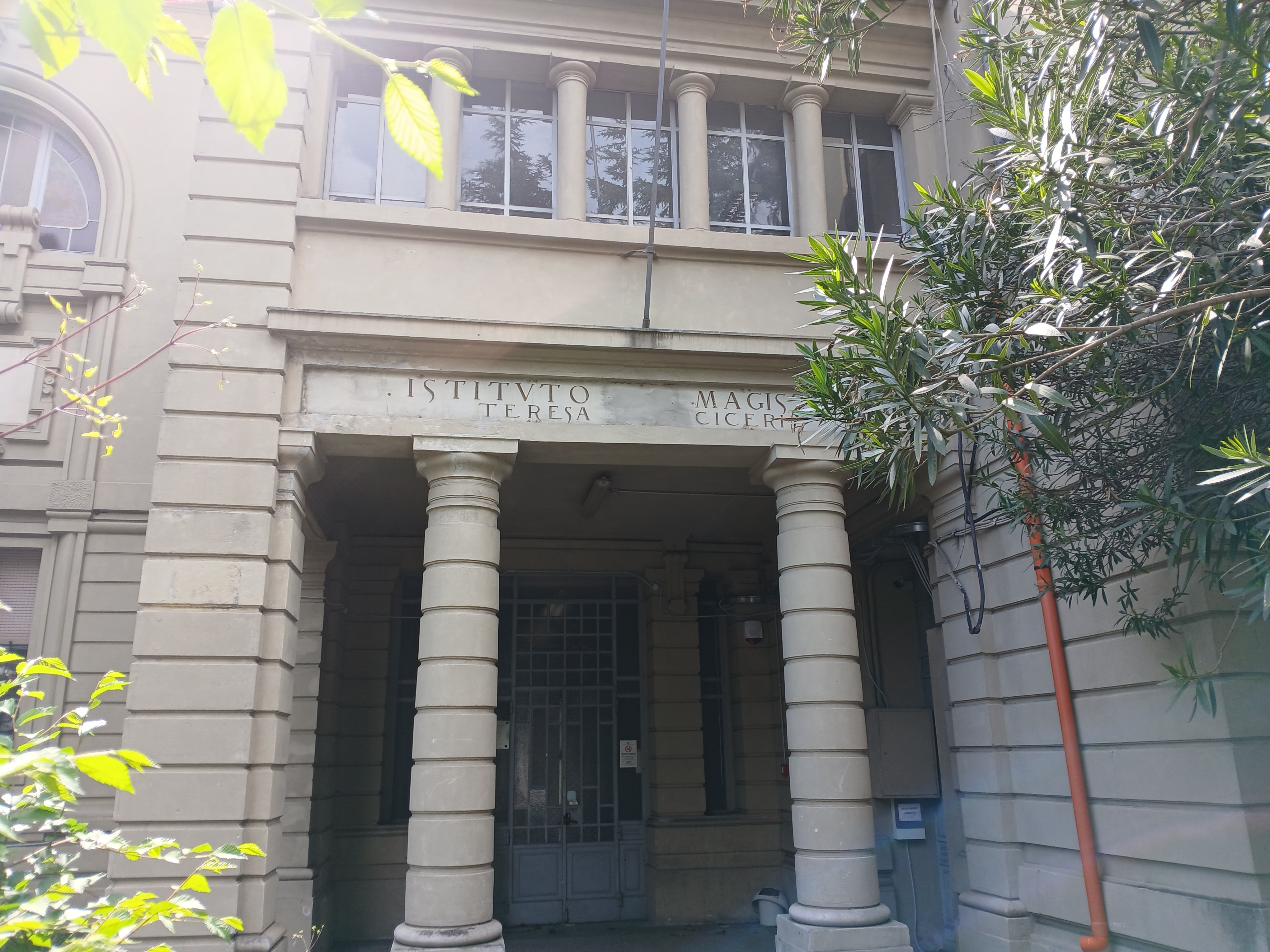
Istituto magistrale Ciceri

A farla nominare membro di questa Società fu Alessandro Volta che in una lettera al cavalier Landriani scrive: "...l'abate Carlo Amoretti porterà alla Società Patriottica la tela e le altre mostre di filaccia di lupini, che presenta alla medesima Società colla descrizione delle relative operazioni, la signora donna Teresa Ciceri, dama comasca, mia singolar padrona e amica..." (da Flavia Scotti nata Castiglioni).
È grazie alla sua amicizia che Alessandro Volta, ospite nella sua casa di Angera, il 4 novembre 1776 all'Isolino Partegora raccolse in alcune bottiglie di gas che si sprigionava dalla palude che chiamò inizialmente aria infiammabile per poi in seguito venire classificato come metano.
A lei è intitolato il Liceo "Teresa Ciceri" di Como.